# 지질연대학
지질연대학(Geochronology)은 암석 자체에 내재된 특징을 사용하여 암석, 화석 및 퇴적물의 나이를 결정하는 과학이다. 절대 지구연대는 방사성 동위원소를 통해 달성할 수 있는 반면 상대 지구연대는 고자기 및 안정 동위원소 비율과 같은 도구를 통해 제공된다. 여러 지질연대학적(및 생물층서학적) 지표를 결합하여 복구된 연대의 정확도를 향상시킬 수 있다.
지질연대학은 생물층서학(biostratigraphy)과 응용이 다르다. 생물층서학(biostratigraphy)은 화석 꽃과 동물 군집을 기술하고 분류하고 비교함으로써 퇴적암을 알려진 지질 시대에 할당하는 과학이다. 생물층서학은 암석의 절대적인 연대 결정을 직접적으로 제공하지 않지만 단지 화석 집합체가 공존했다고 알려진 시간 간격 내에 배치한다. 그러나 두 분야는 함께 협력하여 지층(암석층) 명명 시스템과 지층 내 하위층을 분류하는 데 사용되는 시간 범위를 공유하는 지점까지 함께 작동한다.
지질연대학은 모든 화석 집합체의 절대 연대를 도출하고 지구와 외계 생명체의 지질학적 역사를 결정하려는 연대층서학 분야에서 사용되는 주요 도구이다.

## 같이 보기
- 연대 측정
  - 절대 연대 측정
- 지질 시대
- 통섭
- 지구의 나이
- 우주의 나이